# Jørgen Pedersen Gram
Jørgen Pedersen Gram (27 de junio de 1850 - 29 de abril de 1916) fue un matemático y actuario danés. Es conocido por su trabajo con la función zeta de Riemann y también por el proceso de Gram-Schmidt, que se utiliza en álgebra lineal.

## Semblanza
Gram nació en 1850 en Nustrup, en el Ducado de Schleswig. Era hijo del granjero Peder Jorgensen Gram y de Marie Magdalene Aakjaer. En 1868 comenzó sus estudios superiores en Copenhague y en 1873 se graduó. Al año siguiente, escribió un artículo sobre la teoría de invariantes.
En 1875 comenzó a trabajar para la Compañía de Seguros Hafnia, y en 1879 se doctoró y se casó. Tras la muerte de su esposa, se volvió a casar en 1896. Desarrolló la mayor parte de su carrera profesional en el campo de los seguros, y en 1884 fundó la empresa Skjold, su propia compañía. Fue presidente del Consejo Danés de Seguros de 1910 a 1916.
A partir de 1888 formó parte de la Real Academia Danesa de Ciencias y Letras, de la que fue tesorero.
Sus artículos importantes incluyen "Sobre expansiones de series determinadas por los métodos de mínimos cuadrados" e "Investigaciones del número de primos menores que un número dado". El método matemático que lleva su nombre, el proceso de ortogonalización de Gram-Schmidt, se publicó por primera vez en un artículo anterior de 1883.
Para los teóricos de números, su fama se debe a la serie de la función zeta de Riemann (la función principal de la función contador de números primos exacta ideada por Bernhard Riemann). En lugar de utilizar una serie de integrales logarítmicas, la función de Gram utiliza potencias de logaritmos y la función zeta de números enteros positivos, que posteriormente fue sustituida por una fórmula hallada por Srinivasa Ramanujan que utiliza los números de Bernoulli directamente en lugar de la función zeta.
En la teoría del control, el gramiano o matriz de Gram es una notable contribución que también lleva su nombre. Tanto el gramiano de controlabilidad como el gramiano de observabilidad son importantes en el análisis de la estabilidad de sistemas de control. La matriz de Gram también se emplea en los procesos de aprendizaje profundo, donde se utiliza para representar la distribución de características en la transferencia de estilo.
Gram fue el primer matemático en proporcionar una teoría sistemática del desarrollo de curvas de frecuencia sesgadas, mostrando que la función gaussiana simétrica normal no era más que un caso especial de una clase más general de curvas de frecuencia.
El teorema de Gram, la serie de Gram-Charlier y los puntos de Gram también llevan su nombre.
Murió en Copenhague en 1916, tras ser atropellado por un ciclista cuando se dirigía a una reunión de la Real Academia Danesa de Ciencias y Letras.

## Reconocimientos
- En 1884 recibió la Medalla de Oro de la Academia Danesa de Ciencias por su trabajo sobre los números primos.